# Lomeh Daraq
Lomeh Daraq är en ort i Iran.   Den ligger i provinsen Östazarbaijan, i den nordvästra delen av landet, 500 km nordväst om huvudstaden Teheran. Lomeh Daraq ligger 768 meter över havet och antalet invånare är 765.
Terrängen runt Lomeh Daraq är huvudsakligen kuperad, men den allra närmaste omgivningen är platt. Runt Lomeh Daraq är det ganska glesbefolkat, med 31 invånare per kvadratkilometer. Närmaste större samhälle är Abīsh Aḩmad, 8,0 km sydväst om Lomeh Daraq. Trakten runt Lomeh Daraq består till största delen av jordbruksmark.